# Pseudoodległość

Punkt przecięcia trzech pseudoodległości z zaznaczonymi błędami pomiarów

Pseudoodległość – odległość pomierzona jednostronnie. W przypadku geodezyjnych pomiarów odległości, proces ten następuje na drodze wysłania fali z instrumentu, odbicia od obiektu (lustra) i powrocie do instrumentu. W rzeczywistości zmierzona jest odległość dwa razy większa (tam i z powrotem). W przypadku pomiaru pseudoodległości (w systemach nawigacji satelitarnej) pomiar ten następuje tylko na drodze od nadajnika (satelity) do odbiornika.